# Барчук Мирослава Анатоліївна
Миросла́ва Анато́ліївна Барчу́к (нар. 22 липня 1968, Київ) — українська журналістка, документалістка та телеведуча, віцепрезидентка Українського ПЕН.

## Біографія

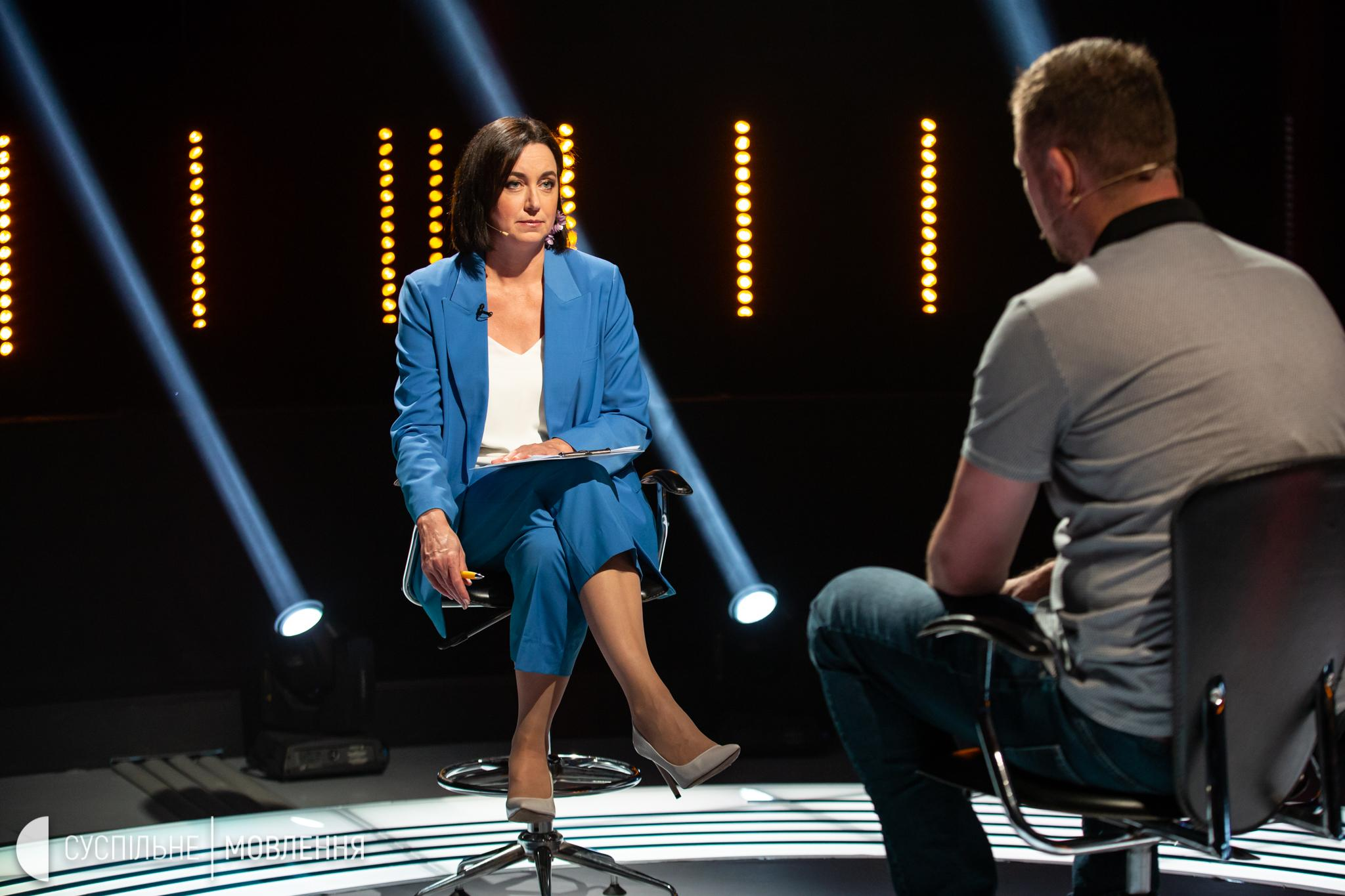
Мирослава Барчук, «Святі та грішні»

Народилась у Києві, виросла в акторській родині, мати — Герой України, народна артистка України Ніла Крюкова, батько — народний артист України Анатолій Барчук.
Закінчила факультет журналістики Київського Національного університету імені Т. Г. Шевченка.

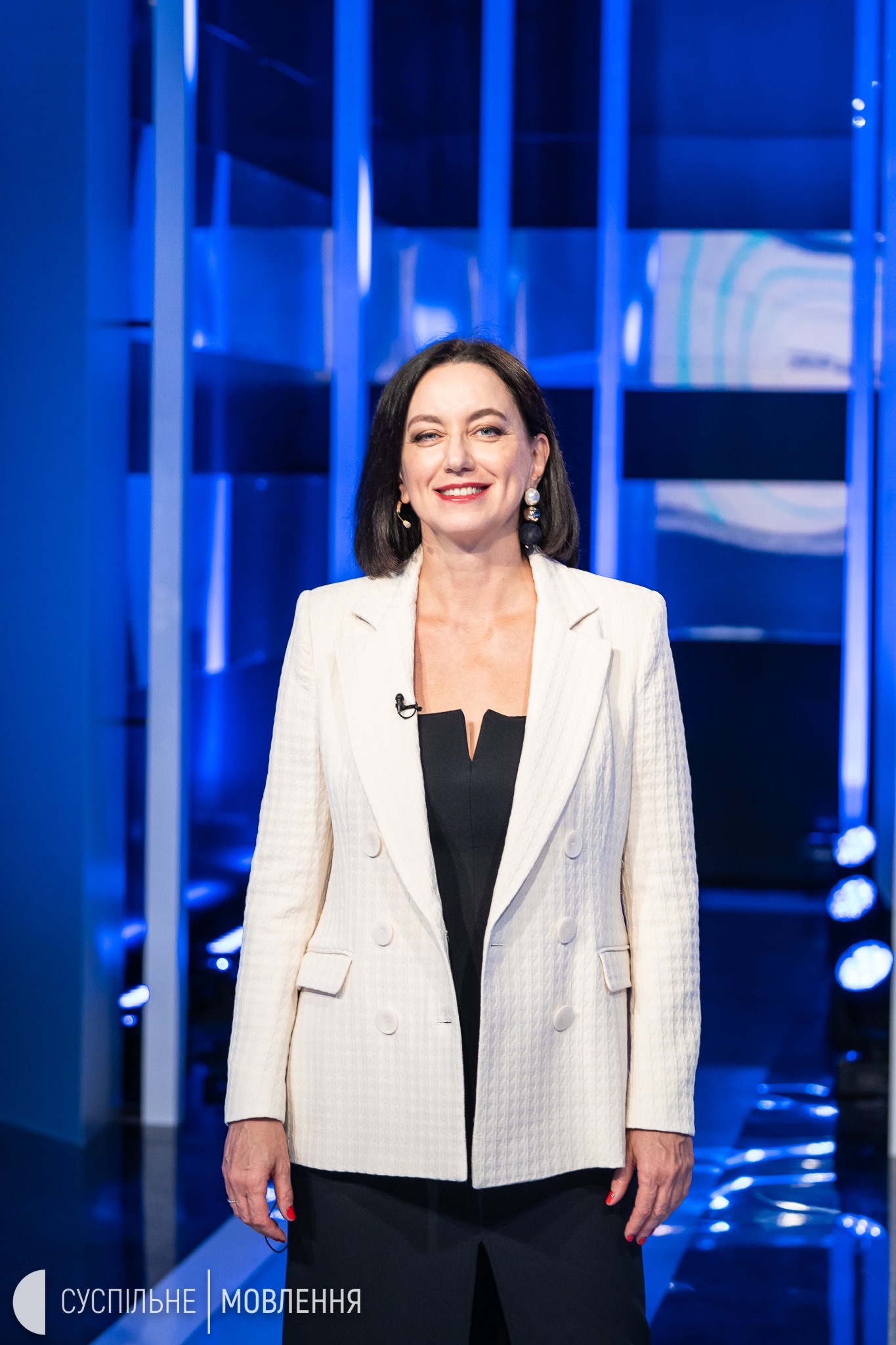
Мирослава Барчук під час одного з прямих ефірів

### Кар'єра
В середині 90-х років працювала кореспонденткою «Радіо "Свобода"» у Північній Америці та перекладачкою в Канаді.
З 1998 по 2000 рік працювала на телеканалі «1+1», була редакторкою та ведучою програм «Сніданок з 1+1» та «Проти ночі».
З 2001 по 2005 рік була головною редакторкою англомовного журналу «Welcome to Ukraine».
З 2005 по 2012 рік була редакторкою та ведучою програм «Новий час», «РеАкція» на «5 каналі»
Одна серед майже 400 журналістів, що виступили за створення руху «Стоп цензурі!».
З 2013 по 2014 рік була ведучою програм «Homo Sapiens», «Окрема думка» на телеканалі ТВі.
З 2015 по 2019 рік була ведучою щоденної інформаційної програми «Вечір з Мирославою Барчук» на «Еспресо TV»
З 2019 року була ведучою суспільно-політичного ток-шоу «Зворотний відлік» та програми «Святі та грішні» на Першому суспільному телеканалі.
У 2021 році — ведучою програми-діалогів з інтелектуалами «Простір» на Громадському ТБ
У 2022 року -- ведуча онлайн-проєкту розмов з українськими інтелектуалами  «Власні назви».
з 2023 року -- ведуча програми  "Власні назви" на телеканалі "Еспресо"
З 2022 року -- авторка  циклу "Остання війна" на Суспільному.  "Остання війна" -- документальний серіал, у якому українські та західні інтелектуали говорять про культурне та історичне коріння російсько-української війни, її причини та екзистенційне значення для українців. Епізоди серіалу -- "Анатомія рашизму", "Какая разніца" та "Какая разніца. Уроки", "СВО "Війна і мир" -- виходили на Суспільному протягом 2022-2025 років.  
У 2022 році створила на Суспільному фільм  "Перше вільне покоління" про загиблого київського активіста Романа Ратушного 
У 2023 році у співпраці з BABYLON'13 створила фільм-триб'ют "Роман Ратушний. Вільна людина" 
з 2023 року -- креативна директорка Фестивалю "Протасів Яр пам'яті Романа Ратушного" 

## Родина
Чоловік — Лубківський Данило Романович, син — Іван-Нестор Барчук.

## Нагороди
- 12 грудня 2020 року отримала премію «Високі стандарти журналістики-2020» у категорії «За сталий, якісний медійний проєкт/продукт», у якій оцінюють медійні проєкти або продукти, які пройшли випробування часом і творять журналістику високих стандартів[4][5];
- 21 травня 2021 року Мирослава Барчук стала лауреаткою Премії імені Георгія Ґонґадзе[6][7].

## Громадянська позиція
«Так чи інакше я вірю, що у нас нема іншого виходу, як шукати способу настроювати правильну оптику для суспільства, де факти, правда знову стають важливими, де до них з'являється довіра, де у світовій війні з реальністю ми — на боці реальності. І ви не повірите, але я вважаю, що у цій боротьбі на усім потрібно поруч з прагматизмом, також більше ідеалізму. У якийсь дивовижний спосіб саме ідеалізм і особистості-ідеалісти у цьому вивихнутому часі виявляються рятівним колом для майбутнього» , — з виступу на Львівському Медіафорумі 26 серпня 2021 року.